# INTA-300
L'INTA-300 va ser un coet sonda espanyol de dues etapes desenvolupat per l'Institut Nacional de Tècnica Aeroespacial d'Espanya a partir de 1968, després de l'experiència amb l'INTA-255. Consistia en una etapa principal derivada del coet Heron i una etapa superior derivada del coet Snipe, i va ser construït per portar 50 kg de càrrega útil fins a 250 km d'altura. La primera etapa tenia un temps de combustió de 3 s, mentre que la segona cremava durant 16 segons, generant una embranzida de 16,3 kN.
El desenvolupament va tenir lloc amb lentitud, llançant-se el primer INTA-300 el 18 de febrer de 1981 des d'El Arenosillo, moment en el qual es van tallar els fons per al projecte. Van haver de passar deu anys perquè tornés a haver-hi fons. Del projecte original quedaven tres motors. Se n'encenia un per a verificar-ne l'estat. Els dos restants es van muntar en sengles coets modificats, capaços de portar majors càrregues. Aquests coets modificats es van denominar INTA-300B, i tots dos van ser llançats reeixidament, el primer durant el 21 d'octubre de 1993 i el segon el 16 d'abril de 1994.

## Especificacions
- Apogeu: 250 km
- Força en l'enlairament: 138 kN
- Massa total: 503 kg
- Diàmetre: 0,26 m
- Longitud total: 7,27 m